# Kerngerüst-/Kernmatrixanheftungsregionen

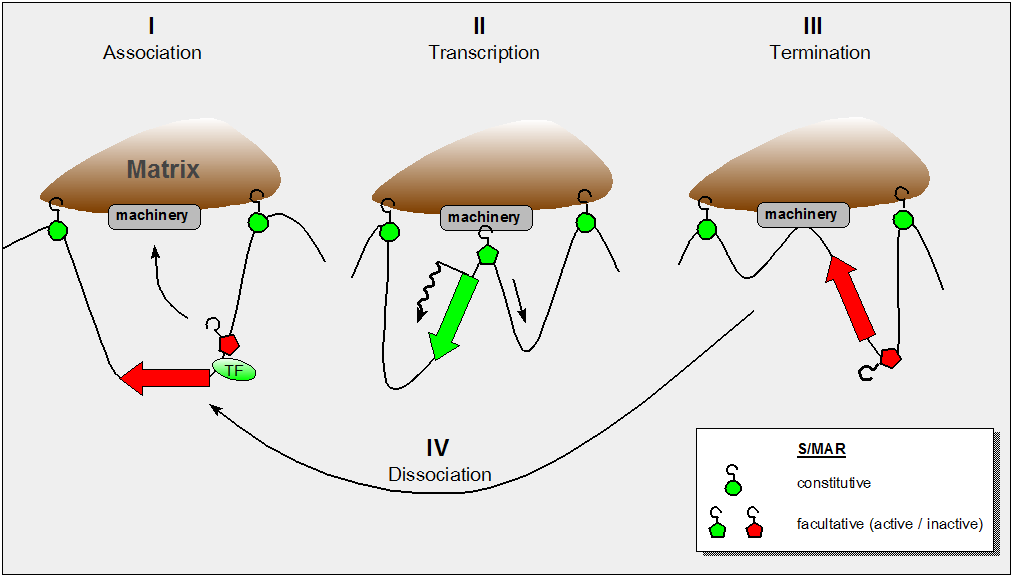
SMAR Funktionen:konstitutive und fakultative. Eine Chromatindomäne mit konstitutiven S/MARs am Ende (I). Wenn die funktionellen Umstände eine spezifische Translokation eine Anheftung des konstitutiven Genes an die Matrix erfordern, reagieren die S/MARs auf die Veränderungen, die von Transkriptionsfaktoren (TF) angestoßen und von der Histonacetylierung unterstützt werden. Die Gesamtheit der Veränderungen sind solche, die das Gen durch die transkriptionelle „machinery“ ziehen (II). Transkription wurde beendet (III) daran schließt sich die Dissoziation des Transkriptionskomplexes an (IV).

Kerngerüst-/Kernmatrixanheftungsregionen (engl. scaffold/matrix attachment region, S/MAR), auch scaffold-attachment region (SAR) oder matrix-associated element (MAR) genannt, sind DNA-Sequenzen von eukaryotischen Chromosomen bzw. der 30-nm-Faser oder des Chromatins, die sich an der Kernmatrix anheften. Man kann S/MARs durchaus als architektonische DNA-Komponenten bezeichnet, die sowohl einen organisatorischen Einfluss auf das Genom haben, als auch die Aktivierung und Inaktivierung von Genomabschnitten beeinflussen und ebenfalls die strukturelle Organisation mit beeinflussen, d. h. die Kondensation des Chromatins innerhalb des Zellkerns. Diese Elemente bilden Ankerpunkte der DNA für das Chromatingerüst und dienen dazu, das Chromatin in Strukturdomänen anzuordnen. Studien über individuelle Gene führten zu der Schlussfolgerung, dass die durch S/MARs vermittelte, komplexe und dynamische Organisation des Chromatins bei der Regulation der Genexpression eine wichtige Rolle spielt.

## Überblick
Es ist seit vielen Jahren bekannt, dass ein polymeres Geflecht, eine sogenannte Kernmatrix oder Kerngerüst, eine essentielle Komponente von eukaryotischen Zellkernen ist. Das nukleare Skelett agiert als dynamische Unterstützung für zahlreiche spezifische Ereignisse bei der Transkription der zu aktivierenden Gene.
S/MARs sind im Genom nicht zufällig verteilt. Sie treten flankierend an transkribierten Regionen, in 5'-Introns und an Genbruchpunkt-Clusterregionen (gene breakpoint cluster regions - BCRs) auf. Als Verankerungspunkte für gemeinsame Kernstrukturproteine (z. B. die Lamine der Lamina oder Matrine wie ARBP/meCP2, HMG 1, HMG 2, Nukleolin oder Histone), sind S/MARs erforderlich für eine authentische und effiziente Replikation, Transkription, Rekombination und Kondensation der Chromosomen. S/MARs haben keine offensichtliche Consensussequenz. Obwohl typische Vertreter aus Sequenzen mit mehreren hundert A-T reichen Basenpaaren bestehen, ist die Gesamtzusammensetzung definitiv nicht die primäre Variable, die maßgebend für ihre Aktivität ist. Stattdessen erfordert ihre Funktion ein Muster aus AT-Bereichen, das lokale Strangtrennungen unter Torsionsspannungen ermöglicht.
Die Ankerpunkte bzw. Kontaktpunkte werden durch MAR-Proteine vermittelt. Diese Stellen der DNA haben eine Länge von 100 bis 1000 Basenpaaren und einen A-T-Gehalt von 70 %. Außerdem sind sie aufgrund der geclusterten A-T-Paare leicht gebogen, sodass die Verbindung der DNA mit der Matrix unterstützt wird.
Bioinformatische Ansätze untermauern die These, dass S/MARs nicht nur eine bestimmte transkriptionelle Einheit (Chromatindomäne bzw. DNA-Abschnitt der mittels Nukleosomen kondensiert vorliegt) von deren Nachbarn trennen, sondern auch Orte sind für das Rekrutieren von Transkriptionsfaktoren innerhalb der jeweiligen Domäne. Sie weisen eine erhöhte Neigung zur Trennung der DNA-Stränge (das sogenannte: ‘stress induced duplex destabilization’ potential, SIDD) auf und können auch Sekundärstrukturen wie z. B. Cruciformen oder Schlupfstrukturen bilden, die dann Andockpunkte für bestimmte Enzyme (DNAsen, Topoisomerase, Poly(ADP-ribosyl) Polymerase und Enzyme des Histon-acetylierungs und DNA-Methylierungs Komplexes) sind. Es gibt konstitutive (agierend als permanente Domänbegrenzung in allen Zelltypen) sowie fakultative  (zelltyp- oder funktionsbezogen) S/MARs, abhängig von ihren dynamischen Eigenschaften.
Während die Anzahl der S/MARs im menschlichen Genom pauschal auf 64.000 geschätzt wurde (Chromatindomänen) plus ergänzend 10.000 (Replikationsursprünge, oriR's), gab es 2007 noch nur sehr wenige (559 für alle Eukaryoten) konkrete S/MAR-Einträge in den Datenbanken.

## Umstandsabhängige Eigenschaften von S/MARs
Heute wird die Kernmatrix als dynamisches Objekt verstanden, das seine Eigenschaften den entsprechenden Erfordernissen des Zellkerns anpasst – genauso wie das Cytoskelett passt sie ihre Struktur und Funktion externen Signalen an. Rückblickend sind zwei Herangehensweisen bei der Entdeckung der S/MARs von Bedeutung:
- die Beschreibung der SARs (scaffold-attachment elements) durch Laemmli et al., von denen angenommen wurde, dass sie eine gegebene  Chromatindomäne abgrenzen[6]
- die Charakterisierung der MARs (matrix-associated regions), die ersten Beispiele, welche die Immunoglobulin-kappa-chain-Enhancer je nach dessen Besetzung mit Transkriptionsfaktoren unterstützen[7]

Nachfolgende Arbeiten haben demonstriert, dass beide Funktionen der Elemente – die constitutive (SAR-ähnlich) und die fakultative (MAR-ähnlich) – abhängig vom jeweiligen Kontext sind. Während konstitutive S/MARs in allen Zelltypen in Verbindung mit DNAse I hypersensitive sites gefunden wurden (unabhängig davon, ob die anliegende Domäne transkribiert wurde oder nicht), hängt die DNAse I Hypersensitivität des fakultativen Typs vom jeweiligen Transkriptionsstatus ab. Der auffälligste Unterschied zwischen diesen beiden funktionellen Arten der S/MARs ist ihre Größe: die konstitutiven Elemente dürften sich über mehrere kbp erstrecken, wohingegen die fakultativen deutlich kleiner sind, ca. 300 bp.
Die Abbildung illustriert die derzeitige Sicht auf die S/MARs:
- die dynamischen Eigenschaften der S/MAR-scaffold Kontakte, abgeleitet von haloFISH-Experimenten (halo-Fluoreszenz-in-situ-Hybridisierung)[10]
- die Beeinflussung der Transkription DNA durch RNA-Polymerase, die ihrerseits eine feste Komponente der Kernmatrix ist[11]
- die Tatsache, dass bestimmte Domän-intrinsische S/MARs die Unterstützung eines gebundenen Transkriptionsfaktors erfordern, um aktiv zu werden[9]

## Weiterführend
Tetko stellte in Arabidopsis thaliana eine Beziehung zwischen intragenischen S/MARs und spatiotemporaler Genexpression (Ort und Zeitpunkt spezifische Expression bezogen auf Gewebsregionen innerhalb eines Organismus während einer Entwicklung) fest. Auf einer Genkarte, welche die gewebs- und organspezifische Genexpression sowie die der Entwicklung darstellt, sind S/MARs beinhaltende Muster gefunden wurden.